# 着舰钩

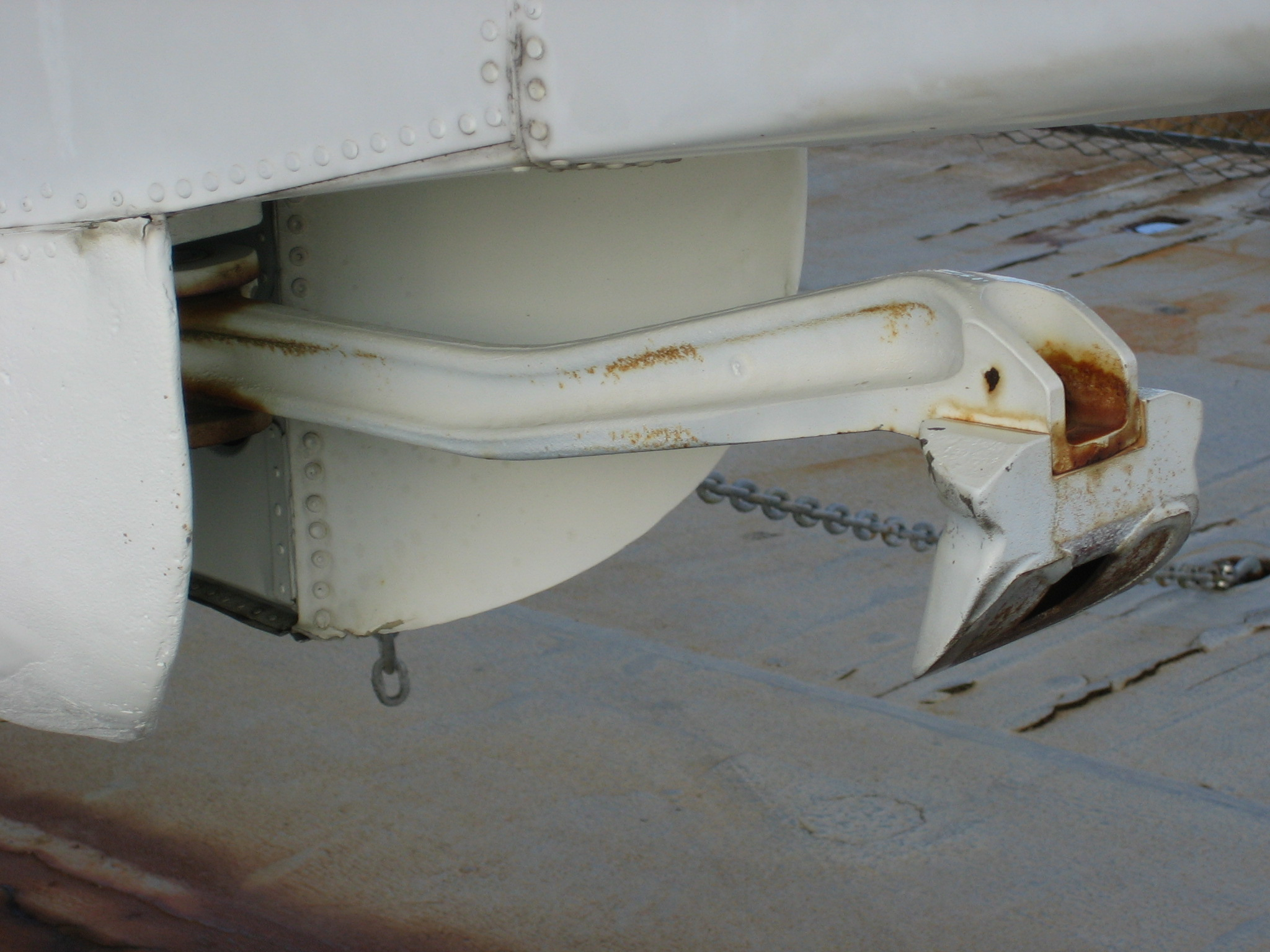
E1-B上的着舰钩

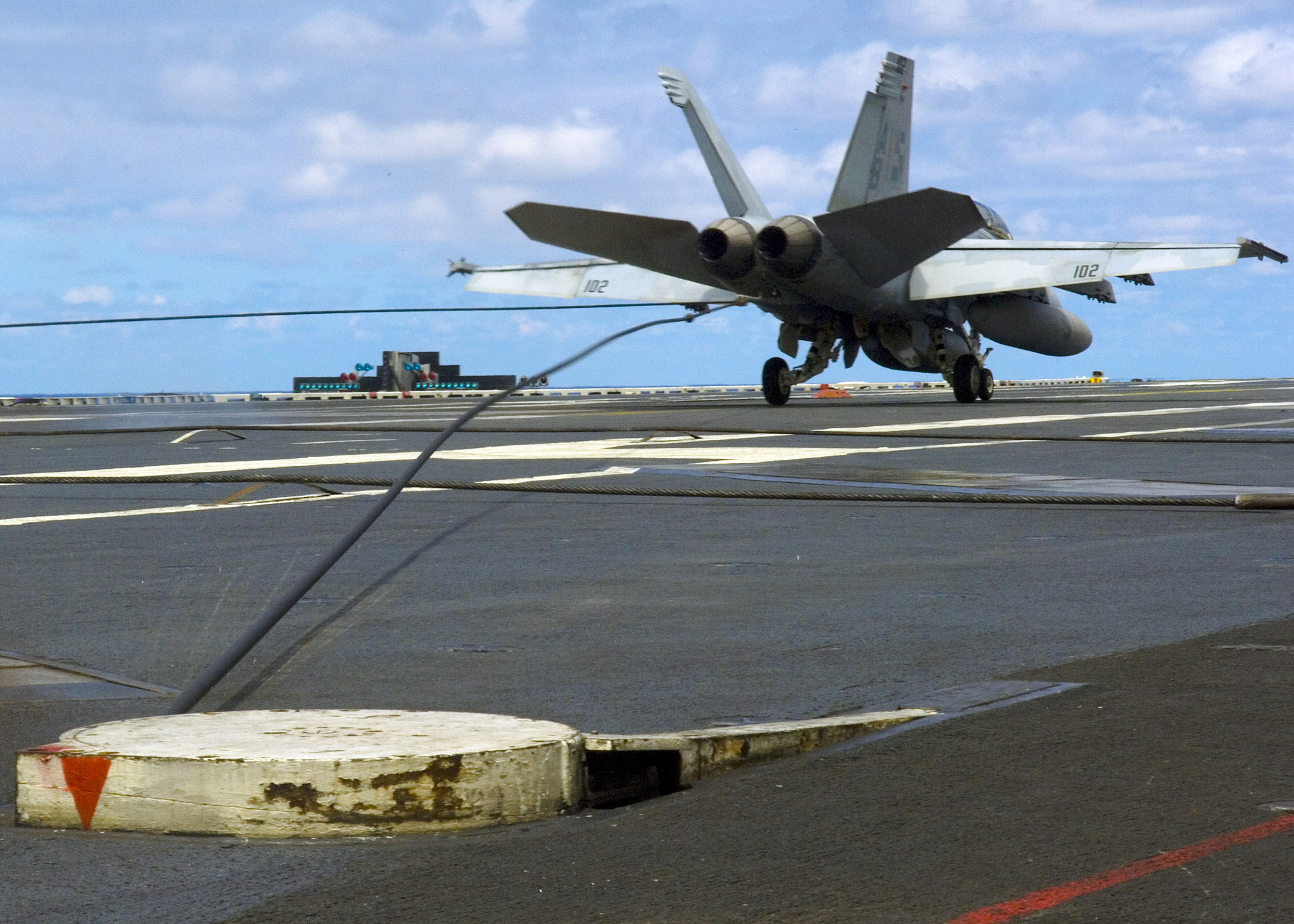
着舰钩钩住阻拦索的F/A-18

着舰钩（Tailhook），亦称作着舰尾钩，是一种安装在飞机尾部、用于帮助舰载机在航母上降落的设备。着舰钩通过钩住航母的阻拦索，增加降落时的阻力，使舰载机能在短时间内在航母的跑道上完成降落。
世界上第一种着舰钩由海军工程师休·罗宾逊设计。1911年，尤金·伊利伯顿驾驶安装这种着舰钩的飞机在美国海军的装甲巡洋舰宾夕法尼亚号上完成世界上第一次飞机的舰上着陆。